# Azerbaigian ai Giochi della XXIX Olimpiade
L'Azerbaigian ha partecipato alle Giochi della XXIX Olimpiade di Pechino, svoltisi dall'8 al 24 agosto 2008, con una delegazione di 44 atleti.

## Medaglie
| Medaglia | Atleta           | Sport              | Evento          |
| -------- | ---------------- | ------------------ | --------------- |
| Oro      | Elnur Mammadli   | Judo               | 73 kg maschile  |
| Argento  | Rövşən Bayramov  | Lotta greco-romana | 55 kg maschile  |
| Argento  | Vitali Rəhimov   | Lotta greco-romana | 60 kg maschile  |
| Bronzo   | Movlud Miraliyev | Judo               | 100 kg maschile |
| Bronzo   | Marija Stadnyk   | Lotta libera       | 48 kg femminile |
| Bronzo   | Khetag Gazyumov  | Lotta libera       | 96 kg maschile  |
| Bronzo   | Shahin Imranov   | Pugilato           | Pesi piuma      |

### Medaglie per disciplina
| Sport    | Oro | Argento | Bronzo | Totale |
| -------- | --- | ------- | ------ | ------ |
| Judo     | 1   | 0       | 1      | 2      |
| Lotta    | 0   | 2       | 2      | 4      |
| Pugilato | 0   | 0       | 1      | 1      |

## Atletica leggera
| Gara  | Atleta         | Batterie | Batterie | Quarti | Quarti | Semifinali | Semifinali | Finale | Finale |
| Gara  | Atleta         | Tempo    | Pos.     | Tempo  | Pos.   | Tempo      | Pos.       | Tempo  | Pos.   |
| ----- | -------------- | -------- | -------- | ------ | ------ | ---------- | ---------- | ------ | ------ |
| 100 m | Ruslan Abbasov | 10"58    | 5        |        |        |            |            |        |        |
| 200 m | Ramil Guliyev  | 20"78    | 2        | 20"66  | 5      |            |            |        |        |

## Equitazione
| Gara        | Atleta        | Cavallo           | Qualificazioni | Qualificazioni | Qualificazioni | Qualificazioni | Qualificazioni | Qualificazioni | Finale  | Finale  | Finale  | Finale  | Finale | Finale |
| Gara        | Atleta        | Cavallo           | Turno 1        | Turno 1        | Turno 2        | Turno 2        | Turno 3        | Turno 3        | Turno A | Turno A | Turno B | Turno B | Totale | Totale |
| Gara        | Atleta        | Cavallo           | Pen.           | Pos.           | Pen.           | Pos.           | Pen.           | Pos.           | Pen.    | Pos.    | Pen.    | Pos.    | Pen.   | Pos.   |
| ----------- | ------------- | ----------------- | -------------- | -------------- | -------------- | -------------- | -------------- | -------------- | ------- | ------- | ------- | ------- | ------ | ------ |
| Individuale | Jamal Rahimov | Ionesco De Brekka | 1              | 14             | eliminato      | eliminato      |                |                |         |         |         |         |        |        |

## Ginnastica

### Ginnastica ritmica
| Atleta          | Qualificazioni | Qualificazioni | Qualificazioni | Qualificazioni | Qualificazioni | Qualificazioni | Finale | Finale  | Finale | Finale | Finale | Finale |
| Atleta          | Corda          | Cerchio        | Clavi          | Palla          | Totale         | Pos.           | Corda  | Cerchio | Clavi  | Palla  | Totale | Pos.   |
| --------------- | -------------- | -------------- | -------------- | -------------- | -------------- | -------------- | ------ | ------- | ------ | ------ | ------ | ------ |
| Aliya Garayeva  | 17,875         | 16,850         | 17,625         | 16,850         | 69,200         | 7              | 17,750 | 18,075  | 17,225 | 16,625 | 69,675 | 6      |
| Dinara Gimatova | 16,275         | 16,775         | 16,600         | 16,875         | 66,525         | 11             |        |         |        |        |        |        |

| Anna Bitieva Dina Gorina Vafa Huseynova Anastasiya Prasolova Alina Trepina Valeriya Yegay | 15,575 | 15,875 | 31,450 | 8 | 16,075 | 15,500 | 31,575 | 7 |

## Judo
| Gara            | Atleta           | Tabellone principale                        | Tabellone principale                       | Tabellone principale                    | Tabellone principale                         | Tabellone principale                   | Ripescaggi                             | Ripescaggi                       | Ripescaggi | Ripescaggi                                |
| Gara            | Atleta           | Sedicesimi                                  | Ottavi                                     | Quarti                                  | Semifinali                                   | Finale                                 | 1º turno                               | Quarti                           | Semifinali | Finale                                    |
| --------------- | ---------------- | ------------------------------------------- | ------------------------------------------ | --------------------------------------- | -------------------------------------------- | -------------------------------------- | -------------------------------------- | -------------------------------- | ---------- | ----------------------------------------- |
| 66 kg           | Ramil Gasimov    | Alim Gadanov (Russia) 0101-0120             |                                            |                                         |                                              |                                        |                                        |                                  |            |                                           |
| 73 kg           | Elnur Mammadli   | Dirk van Tichelt (Belgio) 1000-0000         | Konstantin Semënov (Bielorussia) 1001-0001 | Kim Chol-Su (Corea del Nord) 0200-0000  | Ali Maloumat (Iran) 1000-0000                | Wang Ki-Chun (Corea del Sud) 1000-0000 |                                        |                                  |            |                                           |
| 81 kg           | Mehman Azizov    | Ole Bischof (Germania) 0011-0020            |                                            |                                         |                                              |                                        | Travis Stevens (Stati Uniti) 0001-0200 |                                  |            |                                           |
| 90 kg           | Elxan Məmmədov   | Nematullo Asranqulov (Tagikistan) 0011-0000 | Khurshid Nabiev (Uzbekistan) 0110-0010     | Irak'li Tsirek'idze (Georgia) 0000-1000 |                                              |                                        |                                        | Hesham Mesbah (Egitto) 0010-0011 |            |                                           |
| 100 kg          | Movlud Miraliyev | Hassane Azzoun (Algeria) 1000-0001          | Levan Zhorzholiani (Georgia) 1010-0000     | Daniel Brata (Romania) 0110-0000        | Naidangiin Tüvshinbayar (Mongolia) 0010-0120 |                                        |                                        |                                  |            | Przemysław Matyjaszek (Polonia) 0110-0001 |
| 57 kg femminile | Kifayat Gasimova | bye                                         | Aiko Sato (Giappone) 0100-1001             |                                         |                                              |                                        |                                        |                                  |            |                                           |

## Lotta
| Gara   | Atleta                     | Tabellone principale                          | Tabellone principale                         | Tabellone principale                      | Tabellone principale                     | Tabellone principale | Ripescaggi                           | Ripescaggi                           | Ripescaggi                                |
| Gara   | Atleta                     | Sedicesimi                                    | Ottavi                                       | Quarti                                    | Semifinali                               | Finale               | Quarti                               | Semifinali                           | Finale                                    |
| ------ | -------------------------- | --------------------------------------------- | -------------------------------------------- | ----------------------------------------- | ---------------------------------------- | -------------------- | ------------------------------------ | ------------------------------------ | ----------------------------------------- |
| 55 kg  | Namig Sevdimov             | bye                                           | Yang Kyong-Il (Corea del Nord) 1-1, 3-1, 2-1 | Kim Hyo-Sub (Corea del Sud) 1-2, 1-0, 2-0 | Henry Cejudo (Stati Uniti) 5-3, 2-3, 3-4 |                      |                                      |                                      | Radoslav Velikov (Bulgaria) 2-0, 1-3, 0-1 |
| 60 kg  | Zelimkhan Huseynov         | Mavlet Batirov (Russia) 0-1, 0-1              |                                              |                                           |                                          |                      | Yandro Quintana (Cuba) 0-1, 1-1, 4-3 | Murad Ramazanov (Macedonia) 1-0, 3-1 | Morad Mohammadi (Iran) 0-2, 1-3           |
| 66 kg  | Emin Azizov                | Gregory Sarrasin (Svizzera) 1-0, 2-0          | Leonid Spiridonov (Kazakistan) 0-2, 0-1      |                                           |                                          |                      |                                      |                                      |                                           |
| 74 kg  | Chamsulvara Chamsulvarayev | bye                                           | Murad Hajdaraŭ (Bielorussia) 4-0, 0-2, 0-1   |                                           |                                          |                      |                                      |                                      |                                           |
| 84 kg  | Novruz Temrezov            | Chagnaadorj Ganzorig (Mongolia) 3-0, 0-1, 3-0 | Reza Yazdani (Iran) F                        | Georgij Ketoev (Russia) 4-0, 0-2, 0-2     |                                          |                      |                                      |                                      |                                           |
| 96 kg  | Khetag Gazyumov            | Mateusz Gucman (Polonia) 3-0, 3-0             | Vincent Aka Akesse (Francia) 4-0, 4-0        | Kurban Kurbanov (Uzbekistan) 4-0, 6-0     | Širvani Muradov (Russia) 1-0, 0-2, 0-1   |                      |                                      |                                      | Heorhij Tibilov (Ucraina) 5-0, 2-0        |
| 120 kg | Ali Isayev                 | bye                                           | Artur Tajmazov (Uzbekistan) 0-2, 3-4         |                                           |                                          |                      |                                      | Disney Rodríguez (Cuba) 0-1, F       |                                           |

| Gara  | Atleta          | Tabellone principale            | Tabellone principale | Tabellone principale | Tabellone principale | Ripescaggi                             | Ripescaggi                             |
| Gara  | Atleta          | Ottavi                          | Quarti               | Semifinali           | Finale               | Semifinali                             | Finale                                 |
| ----- | --------------- | ------------------------------- | -------------------- | -------------------- | -------------------- | -------------------------------------- | -------------------------------------- |
| 48 kg | Marija Stadnyk  | Carol Huynh (Canada) 3-4, 0-2   |                      |                      |                      | Kim Hyung-Joo (Corea del Sud) 1-0, 3-2 | Tatyana Bakatyuk (Kazakistan) 2-1, 8-0 |
| 55 kg | Yelena Komarova | Natalya Golts (Russia) 0-4, 0-1 |                      |                      |                      |                                        |                                        |
| 63 kg | Olesia Zamula   | Kaori Ichō (Giappone) 0-2, 0-3  |                      |                      |                      | Randi Miller (Stati Uniti) 0-2, F      |                                        |

| Gara   | Atleta           | Tabellone principale                      | Tabellone principale                    | Tabellone principale                    | Tabellone principale                       | Tabellone principale              | Ripescaggi | Ripescaggi               | Ripescaggi |  |
| Gara   | Atleta           | Sedicesimi                                | Ottavi                                  | Quarti                                  | Semifinali                                 | Finale                            | Quarti     | Semifinali               | Finale     |  |
| ------ | ---------------- | ----------------------------------------- | --------------------------------------- | --------------------------------------- | ------------------------------------------ | --------------------------------- | ---------- | ------------------------ | ---------- |  |
| 55 kg  | Rövşən Bayramov  | bye                                       | Mostafa Mohamed (Egitto) 4-0, 8-0       | Yagnier Hernandez (Cuba) 5-0, 1-2, 4-0  | Roman Amoyan (Armenia) 7-2, 4-1            | Nazyr Mankiev (Russia) 3-4, 2-2   |            |                          |            |  |
| 60 kg  | Vitali Rəhimov   | Sheng Jiang (Cina) 3-0, 2-1               | Eusebiu Diaconu (Romania) 1-1, 0-3, 4-2 | Armen Nazarian (Bulgaria) 0-2, 3-0, 7-0 | Nurbakyt Tengizbayev (Kazakistan) 1-1, 7-0 | Islambek Albiev (Russia) 0-2, 0-4 |            |                          |            |  |
| 66 kg  | Farid Mansurov   | bye                                       | Armen Vardanyan (Ucraina) 0-3, 0-3      |                                         |                                            |                                   |            |                          |            |  |
| 74 kg  | Ilgar Abdulov    | Şeref Tüfenk (Turchia) 2-1, 1-1           | Varteres Samourgachev (Russia) F        |                                         |                                            |                                   |            |                          |            |  |
| 84 kg  | Shalva Gadabadze | bye                                       | Haykel Achouri (Tunisia) 5-0, 5-0       | Zoltán Fodor (Ungheria) 1-1, 0-3, 1-1   |                                            |                                   |            | Ma Sanyi (Cina) 3-3, 2-3 |            |  |
| 120 kg | Anton Botev      | David Saldadze (Uzbekistan) 2-1, 1-2, 2-0 | Jalmar Sjoberg (Svezia) 0-2, 0-3        |                                         |                                            |                                   |            |                          |            |  |

## Nuoto
| Gara                       | Atleta              | Batterie | Batterie | Semifinali | Semifinali | Finale | Finale |
| Gara                       | Atleta              | Tempo    | Pos.     | Tempo      | Pos.       | Tempo  | Pos.   |
| -------------------------- | ------------------- | -------- | -------- | ---------- | ---------- | ------ | ------ |
| 50 m stile libero maschili | Tural Abbasov       | 26"31    | 78       |            |            |        |        |
| 100 m rana                 | Oksana Hatamkhanova | 1'20"22  | 46       |            |            |        |        |

## Pugilato
| Gara       | Atleta         | Sedicesimi                       | Ottavi                             | Quarti                      | Semifinali                          | Finale |
| ---------- | -------------- | -------------------------------- | ---------------------------------- | --------------------------- | ----------------------------------- | ------ |
| Pesi mosca | Samir Mammadov | Abdelillah Nhaila (Marocco) 19-4 | Somjit Jongjohor (Thailandia) 2-10 |                             |                                     |        |
| Pesi piuma | Shahin Imranov | Galib Jafarov (Kazakistan) 9-5   | Nikoloz Izoria (Georgia) 18-9      | Idel Torriente (Cuba) 16-14 | Khedafi Djelkhir (Francia) ritirato |        |

## Sollevamento pesi
| Gara  | Atleta          | Strappo | Strappo | Slancio | Slancio | Totale       | Posizione    |
| Gara  | Atleta          | Ris.    | Pos.    | Ris.    | Pos.    | Totale       | Posizione    |
| ----- | --------------- | ------- | ------- | ------- | ------- | ------------ | ------------ |
| 62 kg | Sardar Hasanov  | 128     | 10      | 0       | -       | non concluso | non concluso |
| 69 kg | Afgan Bayramov  | 145     | 9       | 175     | 6       | 320          | 7            |
| 69 kg | Turan Mirzayev  | 146     | 7       | 181     | 3       | 327          | 5            |
| 85 kg | Intigam Zahirov | 166     | 8       | 195     | 10      | 361          | 9            |
| 94 kg | Nizami Pashayev | 181     | 2       | 215     | 4       | 396          | 5            |

## Taekwondo
| Gara  | Atleta         | Tabellone principale                 | Tabellone principale           | Tabellone principale | Tabellone principale | Ripescaggi | Ripescaggi                     |
| Gara  | Atleta         | Ottavi                               | Quarti                         | Semifinali           | Finale               | Semifinali | Finale                         |
| ----- | -------------- | ------------------------------------ | ------------------------------ | -------------------- | -------------------- | ---------- | ------------------------------ |
| 80 kg | Rashad Ahmadov | Abdulqader Hikmat Sarhan (Qatar) 5-0 | Sebastien Michaud (Canada) 0-0 | Hadi Saei (Iran) 1-4 |                      |            | Steven López (Stati Uniti) 2-3 |

## Tiro
| Gara | Atleta                 | Qualificazioni | Qualificazioni | Finale    | Finale       | Finale |
| Gara | Atleta                 | Punteggio      | Pos.           | Punteggio | Punt. totale | Pos.   |
| ---- | ---------------------- | -------------- | -------------- | --------- | ------------ | ------ |
| Trap | Zemfira Meftahətdinova | 63             | 15             |           |              |        |